# Preodac
Preodac ist ein Ort in der Gemeinde Bosansko Grahovo, Bosnien und Herzegowina mit 39 Einwohnern.

## Geografie
Die Streusiedlung liegt östlich des Gemeindezentrums Bosansko Grahovo an den Nordhängen des Berges Šator, in einer Höhenlage zwischen 860 und 920 m. Die Gebirgszüge Šator, Vrščić und Vranjuš umschließen Preodac von der Südseite. Auf dieser Seite liegt der See Šatorsko jezero. Im Osten grenzt es an Veliki und Mali Kuk. Von Tičevo aus wird es im Westen durch den Hang Strmac und den Wald Balinjača begrenzt, im Norden durch weitere Hänge und Hügel, unter denen Kuk hervorsticht.↵Es liegt an den drei Grenzen der Gemeinden Bosansko Grahovo, Glamoč und Drvar. In der Siedlung Preodac gab es über 300 Trinkwasserquellen, heute sind es weniger. Der Bach Brzica entspringt unterhalb des Gipfels Babina Greda und der Bach Mlinski unterhalb von Vranjuša. Sie vereinigen sich mit dem Bach Karlica und bekommen dann den Namen Šator. Nach dem Verlassen der Siedlung erhält der Fluss den bekannten Namen Unac und mündet nach einer Lauflänge von 66 km bei Martin Brod in die Una.
Über Tičevo ist Preodac über eine Straße mit Bosansko Grahovo verbunden.

## Geschichte
Im nordöstlichen Teil der Siedlung befindet sich eine orthodoxe Kirche, am Bach Šator (Unac). Es ist nicht bekannt, aus welcher Zeit die Kirche stammt. Die Siedlung Preodac ist für die Überreste des mittelalterlichen Momčilova-Burg bekannt. Die Festung wurde nie erforscht, daher können über die Bauzeit nur Vermutungen angestellt werden. Es handelt sich um ein monumentales Gebäude, das als solches von einem oder mehreren bosnischen Herrschern errichtet worden sein könnte.
Aufgrund der Vielzahl von Quellen und Wasserläufen war die Siedlung schon immer reich an Wassermühlen. Sie waren die einzigen Mühlen im weiteren Umkreis der Siedlung.
Preodac war auch Sitz einer Gemeinde, die bis 1963 existierte, als sie aufgelöst und zwischen den Gemeinden Bosansko Grahovo, Drvar und Glamoč aufgeteilt wurde. Bis zum Bosnienkrieg gab es in der Siedlung Preodac eine Schule, ein Postamt, ein Kulturzentrum, ein Rentnerheim und eine Kirche. Das Dorf hatte damals etwa 400 Einwohner. Nach dem Krieg war das Dorf zerstört, viele Einwohner wanderten während des Krieges aus, nur die wenigsten kamen zurück oder blieben. Zu Beginn des 20. Jahrhunderts hatten in der Siedlung nur etwa dreißig Einwohner gelebt.